# 다정을 위한 시간
《다정을 위한 시간》은 2019년에 제작한 대한민국의 영화이다.

## 캐스팅
- 오하늬 - 하나 역
- 조영선 - 다정 역
- 강숙 - 사장 역
- 홍희영
- 지민영

## 영화 정보
- 2021년 2월 27일 KBS 독립영화관 시간에 오하늬 배우전으로 《세계화 시대의 진화》와 《다정을 위한 시간》이 방송되었다.[1]

## 수상
- 2019년 제20회 전주국제영화제 후보 한국단편경쟁
- 2020년 제21회 가치봄영화제 후보 PDFF 경선
- 2020년 제18회 피렌체 한국영화제 후보 상영작

## 같이 보기
- 2019년 대한민국의 영화 목록